# انری کرسین
انری کرسین (انگلیسی: Henri Quersin؛ ۲۶ ژوئن ۱۸۶۳ – ۲۴ اکتبر ۱۹۴۴) ورزشکار ورزش تیراندازی اهل بلژیک بود.
وی در مسابقات کشوری و بین‌المللی در مجموع برندهٔ ۱ مدال نقره شده‌است.